# Arbanasi, Veliko Tărnovo
Arbanasi (în bulgară Арбанаси) este un sat în comuna Veliko Tărnovo, regiunea Veliko Tărnovo, Bulgaria. 
Este situat pe un platou înalt, între orașele Veliko Tărnovo (la 4 km) și Gorna Oreahovița. Este cunoscut pentru istoria bogată și pentru numărul mare de monumente istorice, cum ar fi biserici din secolele al XVII-lea și al XVIII-lea și exemple ale arhitecturii din epoca  Renașterii Naționale Bulgare⁠(d), care l-au transformat într-o destinație turistică populară.

## Etimologie
Numele satului provine de la cuvântul „arbanas”, cu care slavii îi denumeau pe cei ce trăiau în Albania de astăzi. De la acest cuvânt, prin intermediul cuvântului turcesc arnavut, și termenul de „arnăut” folosit pentru albanezi. Satul nu a avut însă niciodată populație albaneză, și a primit probabil numele de la cucerirea de către Ioan Asan al II-lea a unor teritorii pe atunci locuite cu acești arbanasi. Ca urmare a victoriei în bătălia de la Klokotnița, Bulgaria a obținut acces la trei mări - Neagră, Egee și Adriatică. Pentru a comemora acest eveniment, satul a fost numit Arbanasi.

## Istorie

### Istoria timpurie
Lipsa altor materiale documentare lasă loc pentru opinii și speculații cu privire la originea, numele și populația inițială a așezării. Unii cercetători consideră că satul a fost populat de boieri bulgari care au venit de la cele mai vestice părți ale celui de al Doilea Țarat Bulgar, după importanta victorie a lui Ioan Asan al II-lea al Bulgariei împotriva bizantinilor lângă Klokotnița la 9 martie 1230, când țarul a cucerit „Țara Albanezilor” (зємѧ арбанаскѫѫ). Această ipoteză este susținută doar de notele din secolul al XIX-lea ale lui Gheorghi Rakovski și ale altor istorici, dar nu și de dovezi directe sau din surse contemporane.

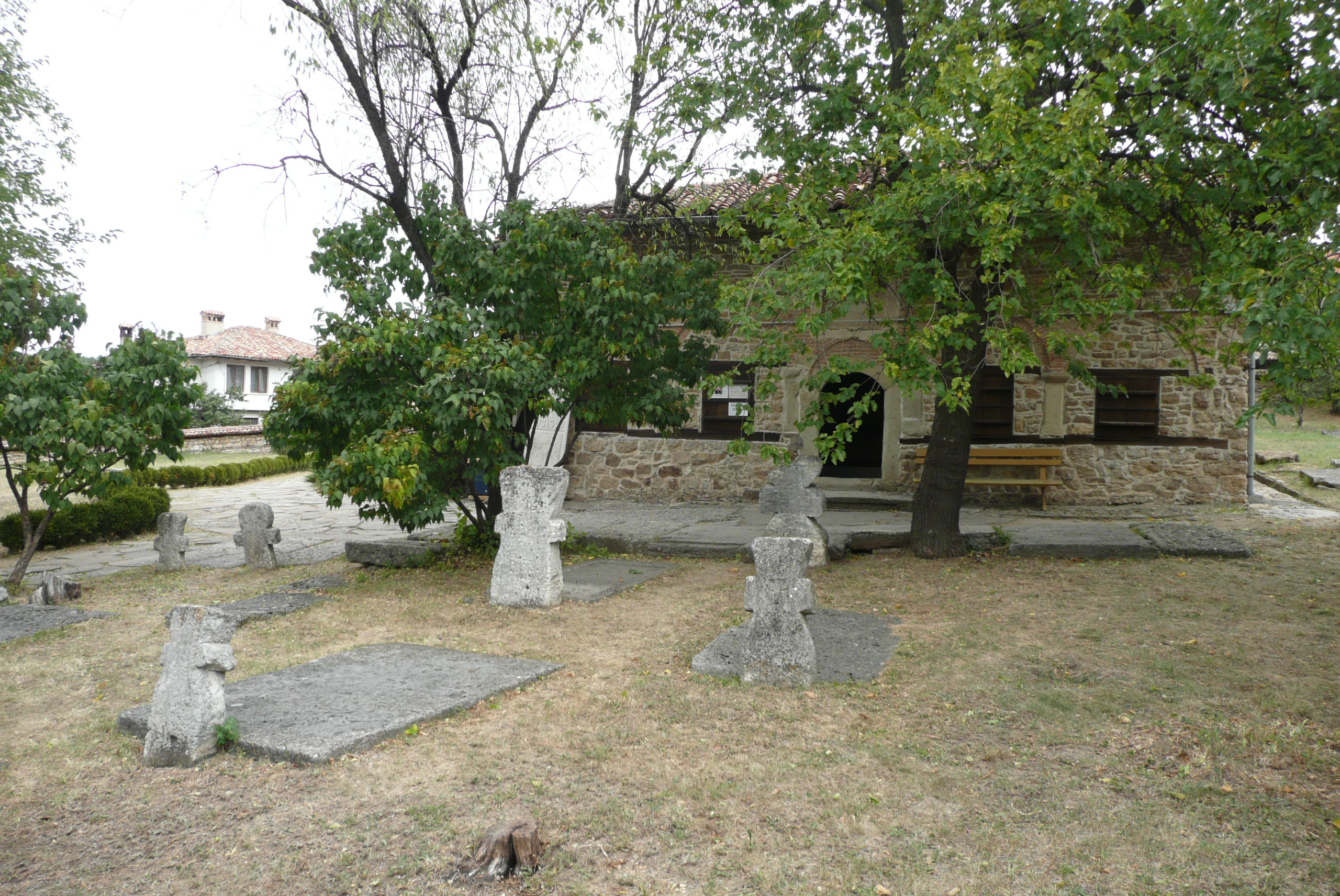
Biserica „Nașterea Domnului” din Arbanasi, secolele al XVI-lea–al XVII-lea

Cel mai vechi document scris care marchează începutul istoriei satului Arbanasi este o poruncă a sultanului otoman Soliman Magnificul din 1538, prin care oferea în dar terenul actualelor localități Arbanasi, Leaskoveț, Gorna Oreahovița și Dolna Oreahovița ginerelui său, marele vizir Rustem Paşa. În document, cele patru sate erau reunite sub denumirea de Arnaud Kariyeleri („satele arnăuțești”), și primii coloniști ar fi putut fi albanezi și greci din Epir; deși în registrele fiscale otomane apar și nume cu sonoritate albaneză, la acea dată predominau de departe numele ortodoxe slave.
Registrele fiscale din anii 1541–1544 descriau Arnavud köy (sau Darı ovule) ca un sat de 63 de gospodării și cu 72 de bărbați necăsătoriți. În 1579–1580, el număra deja 271 de gospodării și 277 de bărbați necăsătoriți, sau creștere de patru ori în patruzeci de ani, ceea ce indică un aflux de coloniști. Satul și-a păstrat caracterul pur creștin și a prosperat în secolul al XVII-lea.
Alte surse care menționează Arbanasi sunt notele lui Pavel Đorđić din 10 ianuarie 1595, adresate principelui Transilvaniei Sigismund Báthory. Satul este menționat și de episcopul romano-catolic de Sofia, Petar Bogdan Bakșev, care a vizitat Tărnovo în 1640. El a remarcat că era un sat în munți cu circa 1000 de case, de unde se vedea întreg orașul Tărnovo. Un alt episcop romano-catolic, Anton Stefanov, consemnează localitatea Arbanasi în 1685. Potrivit relatării sale, în Arbanasi erau negustori din Italia, Ungaria, Polonia și, în special, muscali.

### Apogeul și declinul

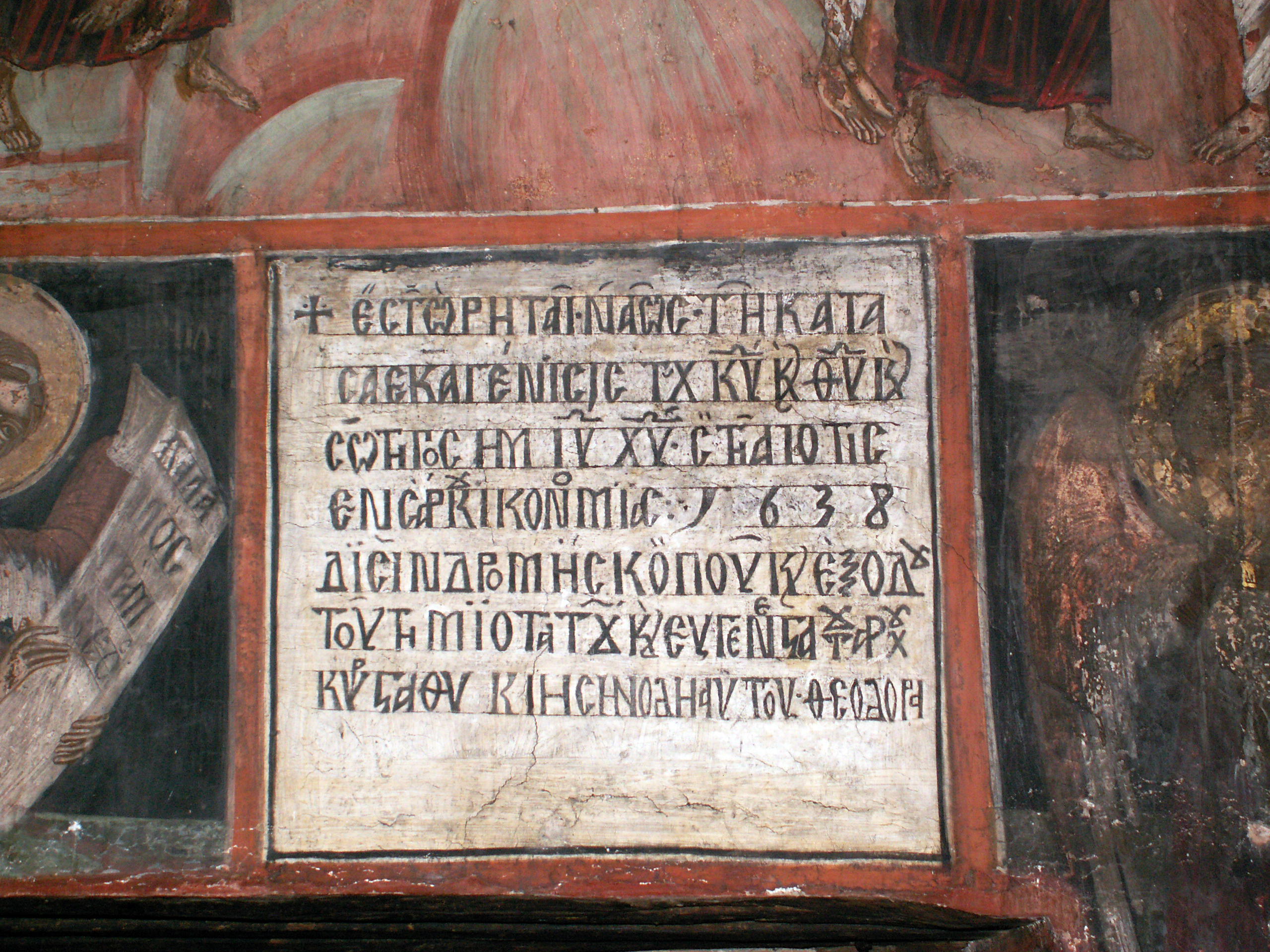
Inscripție din secolul al XVII-lea, în greacă, de la Biserica „Nașterea Domnului” din Arbanasi (populația ortodoxă bulgară din Imperiul Otoman s-a aflat până în 1870 sub autoritatea spirituală a Patriarhiei grecești de Constantinopol)

Există și materiale documentare considerabil mai bogate, cum ar fi corespondența și însemnările cronicarilor din secolele al XVII-lea și al XVIII-lea, care evidențiază că Arbanasi ajunsese la o înflorire economică între a doua jumătate a secolului al XVII-lea și sfârșitul secolului al XVIII-lea. Localitatea avea peste 1.000 de case la acea vreme, populația ei constând în mare parte din familii de negustori înstăriți care făceau comerț în Transilvania (mai ales la Sibiu și Brașov), în Principatele Dunărene, Rusia și Polonia. Obiecte de artizanat erau bine dezvoltate, producția de  mătase, aramă și aur⁠(d), precum și viticultura⁠(d) jucând roluri importante. Casele celor mai bogați negustori, precum și cele cinci biserici construite în anii de progres, dau dovada unei prosperități foarte ridicate.
În secolul al XVIII-lea, Arbanasi primea în mod regulat donații din partea domnitorilor fanarioți ai Țării Românești, și mai mulți boieri munteni exilați s-au stabilit temporar aici, așa cum au făcut Nicolae Brâncoveanu, Ioan (Ianache) Văcărescu etc. În 1790, în Arbanasi trăiau 17 boieri munteni cu familiile lor. Și astăzi, unele dintre casele din Arbanasi poartă numele foștilor proprietari munteni (Brâncoveanu, Cantacuzino, Filipescu).
Ca urmare a unor raiduri haiducești bine organizate, din 1792 și din 1798–1810, așezarea a fost prădată și arsă. Epidemiile de ciumă⁠(d) și holeră au depopulat și mai mult orașul. Cei mai bogați negustori au fugit în Țara Românească și în Rusia. O nouă colonizare cu bulgari a început după anul 1810, când au coborât oameni din părțile Elenei și Tetevenului din Munții Balcani, însă Arbanasi nu a mai ajuns niciodată la fosta glorie. Un decret al sultanului, din 1839, a privat orașul de fostele sale privilegii, și dezvoltarea meșteșugurilor aproape a încetat după Războiul Crimeei.
În Arbanasi s-a exercitat timp de secole o puternică influență grecească. A existat o școală grecească, iar slujbele religioase se țineau în limba greacă (la acea dată, Biserica Ortodoxă Bulgară fusese interzisă de autoritățile otomane și populația ortodoxă bulgară trebuia deservită doar de Biserica Ortodoxă Greacă). Cu toate acestea, conștiința națională bulgărească a populației locale s-a dezvoltat, locuitorii satului luând parte la organizarea luptelor armate pentru eliberarea Bulgariei de sub dominația otomană, după Războiul Ruso-Turc din 1877-1878.

## Demografie
Componența etnică a satului Arbanasi
     Bulgari (95,7%)
     Nicio identificare (4,29%)
     Altele (0%)
La recensământul din 2011, populația satului Arbanasi era de 303 locuitori. Din punct de vedere etnic, majoritatea locuitorilor (95,7%) erau bulgari. Pentru 4,29% din locuitori nu este cunoscută apartenența etnică.

## Monumente istorice
- Mănăstirea „Adormirea Maicii Domnului” (secolele al XVII-lea–al XVIII-lea)
- Mănăstirea „Sfântul Nicolae” (secolele al XVII-lea–al XVIII-lea)
- Biserica „Nașterea Domnului” (secolele al XV-lea–al XVII-lea)
- Biserica „Sfinții Arhangheli Mihail și Gavriil” (secolele al XVI-lea–al XVIII-lea)
- Biserica „Sfântul Atanasie” (secolul al XVII-lea)
- Biserica „Sfântul Gheorghe” (secolul al XVII-lea)
- Biserica „Sfântul Dumitru” (secolele al XVII-lea–al XVIII-lea)
- Casa Konstanțaliata (secolul al XVIII-lea)
- Casa Hadji Ilia
- Alte case de târgoveți din secolul al XVIII-lea
- Palatul Arbanasi — fosta casă de vacanță a președintelui bulgar comunist Todor Jivkov (astăzi hotel și bar)

## Personalități
- Ilarion Dragostinov⁠(d), revoluționar bulgar de la 1876;
- Vasile Lupu, domnitor al Moldovei, de origine albaneză.